# Spitalul Clinic Republican „Timofei Moșneaga”
Spitalul Clinic Republican „Timofei Moșneaga” (SCR) este prima și cea mai mare instituție medicală din Republica Moldova care dispune de 795 de paturi, în cadrul căreia funcționează 22 de secții spitalicești. Este principala bază clinică a 15 catedre și cursuri de perfecționare ale Universității de Stat de Medicină și Farmacie „Nicolae Testemițanu” din Republica Moldova. 
Spitalul poartă numele celui mai longeviv director al instituției, Timofei Moșneaga.

## Istoric
IMSP Spitalul Clinic Republican „Timofei Moșneaga” inițial, a avut statutul de spital municipal, fiind prima instituție medicală din Basarabia, la construcția căreia au participat cu donații și locuitorii orașului Chișinău.
Spitalul a început să funcționeze la sfârșitul anului 1817. Deschiderea oficială a avut loc la 26 decembrie.
Prima clădire a spitalului municipal era un bloc cu 1.5 etaje, în care funcționau 5 saloane cu 36 de paturi pentru bolnavi cu patologii terapeutice, chirurgicale și ginecologice. Personalul acorda de asemenea asistență ambulatorie.
În anul 1842, pentru necesitățile crescânde ale spitalului a fost construită o clădire nouă, ceea ce a permis extinderea activității lui, urmând ca aici să fie organizate secții specializate de terapie, chirurgie, oftalmologie și venerologie. În anul 1860, la spital lucra: un medic, un felcer superior, 3 felceri inferiori, 27 infirmiere și slujbași, o econoamă responsabilă de lenjerie, un conțopist, un copist și un preot. Tratamentul se oferea contra plată. În cadrul spitalului a început să funcționeze și o farmacie. Anul 1870 a marcat începutul la cea de a doua etapă în dezvoltarea spitalului – a fost trecut în subordinea zemstvei guberniale. În continuare urma să se numească Spitalul Gubernial de Zemstvă, având capacitatea de 100 de paturi și un personal din 13 medici și 40 de lucrători medicali.
Pe parcurs se acutiza problema necesității de cadre medicale, îndeosebi de felceri și moașe. Faptul în cauză a condus la fondarea în anul 1872, sub egida Spitalului Gubernial de Zemstvă, a școlii de felceri și moașe, pe care prima promoție (17 elevi) a absolvit-o în anul 1875 și a rămas să lucreze la spital.
În anul 1876 aici au început să funcționeze cabinete speciale de analize, microscopie, morfopatologie și o secție de experimente asupra animalelor. Pentru combaterea bolilor infecțioase, s-a organizat primul punct de vaccinare contra variolei. Pe parcursul dezvoltării sale, Spitalului Gubernial de Zemstvă s-a afirmat ca centru de instruire și perfecționare a medicilor din orașele și județele Basarabiei.
Dezastruoasele consecințe ale celor două războaie mondiale din prima jumătate a secolului XX au dezechilibrat activitatea Spitalului Gubernial de Zemstvă. În timpul bombardamentelor, a avut de suferit clădirea lui, astfel încât a fost necesar să fie ridicată din ruine și reconstruită, apoi înzestrată cu echipament tehnic modern și utilaj medical. În urma acestor evenimente i s-a atribuit o nouă denumire – Spitalul Clinic Republican (SCR). În continuare va reprezenta baza clinică pentru Institutul de Medicină din Chișinău.
În anul jubileului său de 150 de ani (1967), spitalul avea 10 secții de tratament staționar, policlinică republicană consultativă pentru populația rurală, secția AVIASAN, numeroase laboratoare, cabinete de diagnosticare, dotate cu echipament modern. Au început să funcționeze secții noi: anesteziologie, endocrinologie, chirurgie cardiovasculară, toracică, maxilo-facială. A fost deschisă secția „rinichi artificiali” – printre primele de acest profil în Uniunea Sovietică. În practica de diagnosticare s-au implementat cele mai valoroase metode clinice: laparoscopia, splenoportografia, flebografia, electrochimiografia etc. Se aplica dializa extracorporală și defibrilarea cardiacă, se utilizau cu succes noi metode de anestezie și s-a creat un laborator de medicină nucleară. Se efectuau cele mai complicate intervenții chirurgicale pulmonare și vasculare, se perfecționa chirurgia abdominală, iar în anul 1961 a fost realizată prima operație pe cord. În anul 1966, numărul de bolnavi care s-au tratat la SCR, a atins cifra de 10 mii.
În anul 1977, a fost dat în exploatare un nou edificiu al Spitalului Clinic Republican. Datorită acestui fapt, instituția a îmbunătățit esențial calitatea asistenței medicale acordate populației, perfecționând și diversificând metodele de diagnosticare, activitatea laboratoarelor și secțiilor. Drept consecință, în practică au fost implementate 181 de metode noi de diagnosticare și tratare.
A crescut nivelul profesional al personalului. În anii 1966–1996, 50 de medici au devenit doctori în medicină, 5 – doctori habilitați. Colaboratorii spitalului participau la congrese, simpozioane și conferințe internaționale. În cadrul acestor evenimente prezentau rapoarte de valoare.
În perioada de tranziție la noile relații economice de piață, spitalul a traversat o etapă dificilă, care a început să se schimbe odată cu implementarea noului sistem de asigurare medicală în 2004. În prezent, el își desfășoară activitatea în baza unui contract cu Compania Națională de Asigurări în Medicină (CNAM), care îi garantează o finanțare ritmică. Drept consecință, a fost rezolvată problema asigurării cu medicamente, s-au implementat noi servicii medicale și metode de tratament, îndeosebi în domeniul chirurgiei, inclusiv chirurgia mini-invazivă. Mai persista problema reutilizării și înzestrării cu echipament modern. Numărul investigațiilor diagnostice pentru prima dată întrecea cifra de un milion. Ponderea populației rurale, din numărul total de pacienți tratați de specialiștii SCR, depășea 85%.
Din 19 iulie 2017, conform hotărîrii Guvernului Republicii Moldova, Spitalul Clinic Republican poartă numele fostului medic-șef Timofei Moșneaga, care a condus instituția timp de peste 40 de ani, contribuind substanțial la dezvoltarea acesteia.
La 26 decembrie 2017, cu prilejul aniversării de 200 de ani de la fondarea instituției, Spitalului Clinic Republican „Timofei Moșneaga” i-a fost decernată cea mai înaltă distincție de stat, Ordinul Republicii („În semn de apreciere a meritelor deosebite în dezvoltarea ocrotirii sănătății, pentru profesionalismul manifestat de personalul medical la implementarea metodelor avansate de diagnostic și tratament și pentru contribuție substanțială la pregătirea specialiștilor de înaltă calificare.").
Actualmente, Spitalul Clinic Republican „Timofei Moșneaga” dispune de 795 de paturi, în cadrul căruia funcționează 22 de secții spitalicești. Este principala bază clinică a 15 catedre și cursuri de perfecționare ale USMF „Nicolae Testemițanu".

## Subdiviziuni
- Departamentul chirurgie
- Departamentul chirurgie cardiovasculară și toracică
- Departamentul anesteziologie și terapie intensivă
- Departamentul terapie
- Departamentul management sanitar
- Nursing
- Serviciul sanitar epidemiologic
- Blocul alimentar

## Administrația
- Andrei Uncuța – director general
- Alexandru Ferdohleb – vicedirector medical
- Zinaida Alexa – vicedirector, management în sănătate
- Dragoș Pidleac – vicedirector, exploatarea și securitatea obiectivului

## Directori generali
- Nicolae Testemițanu (1955–1958)
- Iulian Kasperski (1958–1960)
- Timofei Moșneaga (1960–1994; 1997–2003)
- Dumitru Doneț (interimar) (1994–1997)
- Mihai Ouș (2003–2010)
- Andrei Usatîi (2010–2011)
- Serghei Popa (interimar) (2011–2015)
- Anatol Ciubotaru (2015–2020)
- Andrei Uncuța (2020–prezent)